# حبي الأول والأخير (فلم)
فيلم مصري درامي تم عرضه في 16 يونيو 1975 ومدة الفيلم 85 دقيقة والفيلم قصة محمد عثمان واخراج حلمي رفلة

## قصة الفيلم
تدور احداث الفيلم حول مخرج يبحث عن وجه جديد لفيلمه وفي رحلت البحث تعرف على شابه اسمها منى يعرض عليها العمل معه بالسينما فتطلب منى من المخرج مهلة عرض الفكرة على خطيبها حسين الذي يوافق أن تعمل في السينما بعد تردد فيسافر محمود ومنى إلى باريس، وهناك ينمو الحب فيما بينهم

## النزاع على فيلم حبى الأول والأخير
هناك نزاعًا حادًا بين ورثة المنتج الراحل حلمي رفلة وورثة الموزع السينمائي الراحل صبحي فرحات حول استغلال الفيلم السينمائى «حبى الأول والأخير» وقالت نادية حلمي رفلة وريثة المنتج السينمائى إن والدها أبرم اتفاقًا في 23 نوفمبر 1973 مع الموزع السينمائى صبحي فرحات على استغلال توزيع هذا الفيلم في جميع أنحاء العالم عدا مصر مقابل 22 ألفا و500 جنيه مدى الحياة
بينما قانون الملكية الفكرية الحالي يبطل العقود التي تتضمن عبارة مدى الحياة لأنه حددها بفترة لا تزيد عن 49 عاما وطالبت بإثبات ملكيتها للفيلم ومنع ورثة الموزع من التعرض لها في استغلاله
ورد ورثة الموزع بأن عقد التوزيع سارٍ وطالبوا باللجوء إلى غرفة صناعة السينما لحل النزاع ولم تقدم ما تم فيه من قرارات.

## طاقم العمل

### أبطال الفيلم
| اسم الممثل         | الدور                     |
| ------------------ | ------------------------- |
| رشدي أباظة         | (المخرج محمود سالم)       |
| نبيلة عبيد         | (منى)                     |
| مديحة كامل         | (زيزي)                    |
| محمد العربي        | (حسين)                    |
| عبدالمنعم إبراهيم  | (فؤاد - صديق محمود سالم)  |
| عماد حمدي          | (د. شكرى سليمان)          |
| عزيزة حلمي         | (أم منى)                  |
| فاروق فلوكس        | (شعبان - خادم محمود سالم) |
| حسين عسر           | (والد حسين وعم منى)       |
| يوسف العسال        | (مقدم فقرات الكازينو)     |
| ليلى صابونجي       | (جمالات - صديقة زيزى)     |
| محمد شوقي          | (المنتج)                  |
| مختار السيد (ممثل) | (الطبيب)                  |
| محمد الرملي (ممثل) | (مدير إدارة المعاشات)     |
| عبد المنعم بسيوني  | (مدير منى المتحرش)        |
| صافيناز محروس عامر | (الطفلة كوكي)             |
| ميرفت حسن          | (الطفلة بوسي)             |
| ميرفت علي          | (طفلة)                    |

### الإخراج
| الإخراج      | دوره             |
| ------------ | ---------------- |
| حلمي رفلة    | (محرج)           |
| شريف حمودة   | (مخرج مساعد)     |
| إبراهيم فتحي | (مساعد مخرج أول) |

### الإنتاج
| الإنتاج                     | دوره            |
| --------------------------- | --------------- |
| لمتحدة للسينما (صبحي فرحات) | (منتج)          |
| نبيلة عبيد                  | (منتجة)         |
| خيري عبد المسيح             | (إدارة الإنتاج) |
| مصطفى جبر                   | (م.إنتاج)       |

### المعمل
| المعمل          | دوره             |
| --------------- | ---------------- |
| ستوديو مصر      | (الطبع والتحميض) |
| سعد عبد الرحمن  | (مدير المعامل)   |
| صلاح عبد الحليم | (مصحح الألوان)   |

### ماكياج
| ماكياج     | دوره           |
| ---------- | -------------- |
| سيد محمد   | (ماكيير)       |
| محمد عشوب  | (مساعد ماكيير) |
| فاطمة بكري | (كوافير)       |

### الصوت
| صوت             | دوره           |
| --------------- | -------------- |
| أندريا زنديلس   | (مهندس الصوت)  |
| محمد سليمان     | (تسجيل الحوار) |
| جلال عبد الحميد | (تسجيل الحوار) |

### مونتاج
| مونتاج        | دوره          |
| ------------- | ------------- |
| فتحي داودض    | (مونتير)      |
| عنايات السايس | (مركب الفيلم) |
| وداد راغب     | (نيجاتيف)     |

### التصوير
| تصوير          | دوره           |
| -------------- | -------------- |
| عبد الحليم نصر | (مدير التصوير) |
| محمد طاهر      | (مصور)         |
| أحمد رمضانض    | (م. مصور)      |

### ديكور
| ديكور          | دوره            |
| -------------- | --------------- |
| ماهر عبد النور | (مهندس الديكور) |
| نجيب خوري      | (إكسسوار)       |

### التوزيع
| توزيع                           | دوره         |
| ------------------------------- | ------------ |
| المتحدة للسينما (صبحي فرحات)    | (موزع خارجي) |
| فريدم فيلم - أحمد فؤاد الورداني | (موزع داخلي) |

### طاقم العمل
| بقية طاقم العمل | دوره                 |
| --------------- | -------------------- |
| محمد عثمان      | (قصة وسيناريو وحوار) |
| حسيب            | (تصميم المقدمة)      |
| علي وجدي        | (ريجيسير)            |
| فتحي عزت        | (مصور فوتوغرافيا)    |
| عمر خورشيد      | (موسيقى تصويرية)     |

## وصلات خارجية
- مقالات تستعمل روابط فنية بلا صلة مع ويكي بيانات
- حبي الأول والأخير  على موقع الدهليز
- حبي الأول والأخير  على موقع سمعها
- حبي الأول والأخير  على موقع عرب سيد
- حبي الأول والأخير  على موقع فور يو نت
- حبي الأول والأخير  على موقع شاهد
- حبي الأول والأخير  على موقع نجومي
- حبي الأول والأخير  على موقع تيوب نجوى
- حبي الأول والأخير  على موقع sm3an
- حبي الأول والأخير على موقع أهل مصر